# 香港漫畫：中國漫畫的歷史
《香港漫畫：中國漫畫的歷史》（英語：Hong Kong Comics: A History of Manhua）是一本關於香港漫畫的參考書，由黃少儀撰寫，於2002年出版。

## 內容
本書除了覆蓋中國漫畫的起源（由中國最早期的漫畫書到香港的漫畫），以及一些日本漫画改編的資料之外，亦包含了一個直至2000年為止的完整漫畫列表，內含每一本漫畫的簡介與相關圖片。此書對於操英語的讀者而言尤其為一本必然的參考，皆因該書末頁的附錄收錄了中文翻譯內容。此外，該書亦收錄了800張稀有的漫畫的插圖。
本書的中文版原作—《香港漫畫圖鑑》於1999年透過樂文書店出版，與一生收集與研究藝術的楊維邦合著，目標針對香港讀者。及後得到香港藝術發展局撥款資助。

## 影響
中文漫畫產業的作品幾近於遠東地區為僅有可提供的漫畫選擇，而本書的出現有助拉近東西方讀者的隔閡。與日本漫畫不同（日本漫畫作品已經擁有不少外文翻譯版本），本書是少數能夠為西方提供深入論述中國漫畫的作品。

## 外部連結
- 《香港漫畫圖鑑》於Google圖書上的資料
- 《香港漫畫：中國漫畫的歷史》於Google圖書上的資料